# Michael Hirst
Michael Hirst (Bradford, 21 september 1952) is een Brits scenarioschrijver en producent. Hij schreef onder meer de films Elizabeth (1998) en Elizabeth: The Golden Age (2007) en de televisieseries The Tudors en Vikings.

## Jeugd
Hirst bracht een goed deel van zijn jeugd door in Ilkley. Hij studeerde aan de London School of Economics, behaalde een graad in Engels en Amerikaanse literatuur aan de Universiteit van Nottingham en verdiepte zich in Henry James aan het Trinity College, Universiteit van Oxford.

## Carrière
Hirst was de bedenker, de belangrijkste schrijver en uitvoerend producent van The Tudors. De serie vertelt het verhaal van koning Hendrik VIII en zijn zes vrouwen.
- Biblioteca Nacional de España: XX1729917
- Bibliothèque nationale de France: cb14037675k (data)
- Catàleg d'autoritats de noms i títols de Catalunya: 981058526057506706
- Gemeinsame Normdatei: 132162059
- International Standard Name Identifier: 0000 0001 1878 8519
- Library of Congress Control Number: no2002111680
- Nationale Bibliotheek van Tsjechië: pna2008456610
- Nationale Bibliotheek van Israël: 987007444956605171
- Nederlandse Thesaurus van Auteursnamen: 174406355
- Système universitaire de documentation: 113464223
- Virtual International Authority File: 85137676
- WorldCat: E39PBJpjbVvqYTVVwBYBbdBMfq